# Claudio Bartoli
Claudio Bartoli (Pontedera, 11 oktober 1979) is een Italiaans voormalig professioneel wielrenner. Bartoli won enkel een kleine Italiaanse koers.
Hij is een neef van de Italiaanse wielrenners Michele en Mauro Bartoli

## Belangrijkste overwinningen
2003
- Chieti-Casalincontrado-Blockhaus

## Resultaten in voornaamste wedstrijden
| Jaar | Milaan-San Remo |
| ---- | --------------- |
| 2003 | 164e            |